# Síliqua
|  | Per a la moneda romana, vegeu Síliqua (moneda). |

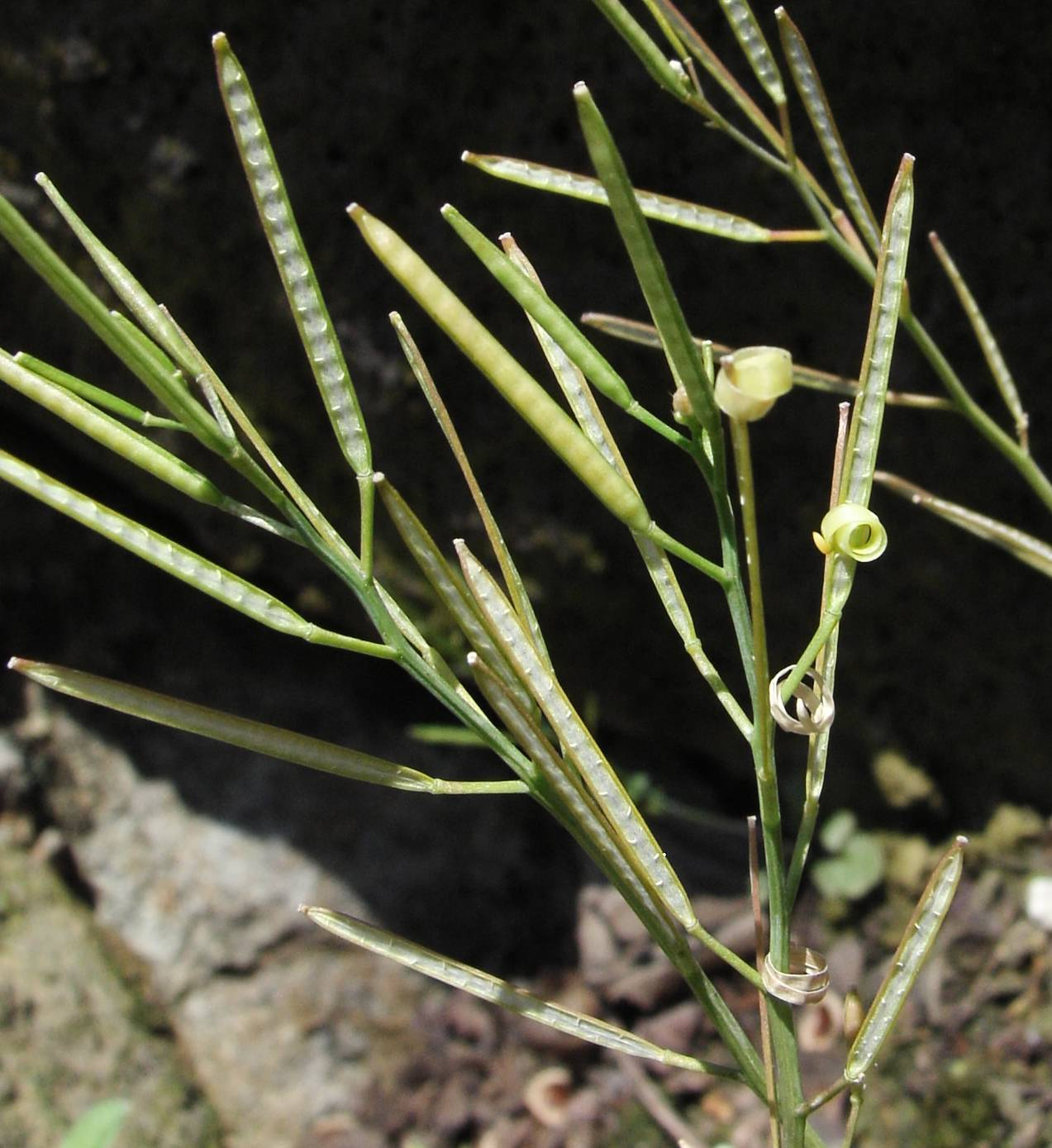
síliqües de Cardamine impatiens

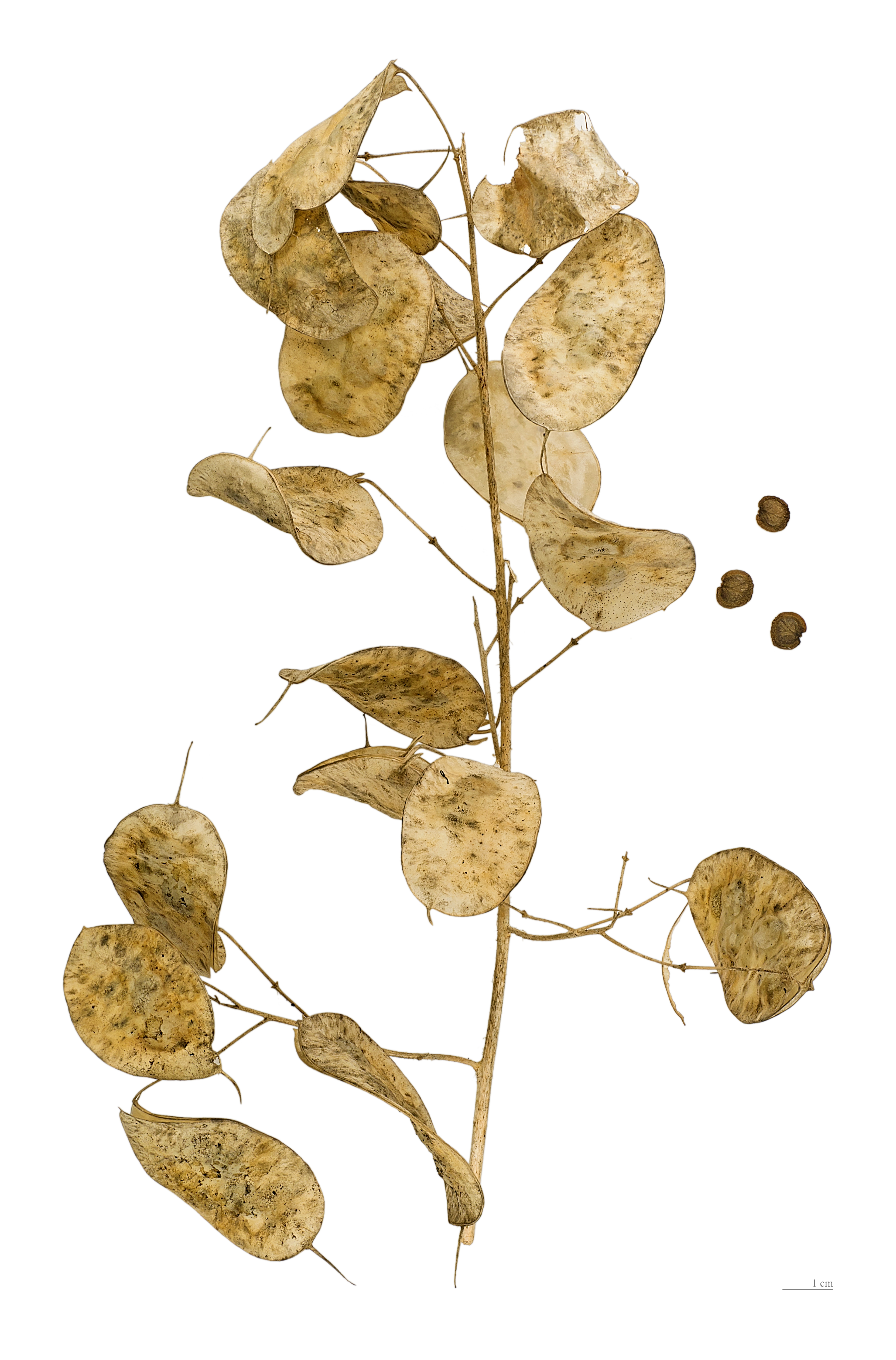
Síliqües de Lunaria annua

Una síliqua és un tipus de fruit sec en càpsula que quan està madur s'obre en dues valves ventralment.
Deriva d'un ovari amb un sol lòcul format per la reunió de dos carpels. Les llavors queden fixades sobre les dues placentes que queden separades per unes parets anomenades septum o septe. Quan aquest septe es troba en la secció més estreta s'anomena angustisepte, i quan la cloenda es troba en la secció més ampla s'anomena latisepte.
Té una forma normalment allargada però de vegades són més aviat arrodonides.
És el fruit característic de la família de les crucíferes (Brassicaceae) (col, rave, colza, etc.) i d'altres pròximes a aquesta com la Fumariaceae o les Papaveraceae.